# Pfarr- und Wallfahrtskirche Mariabrunn

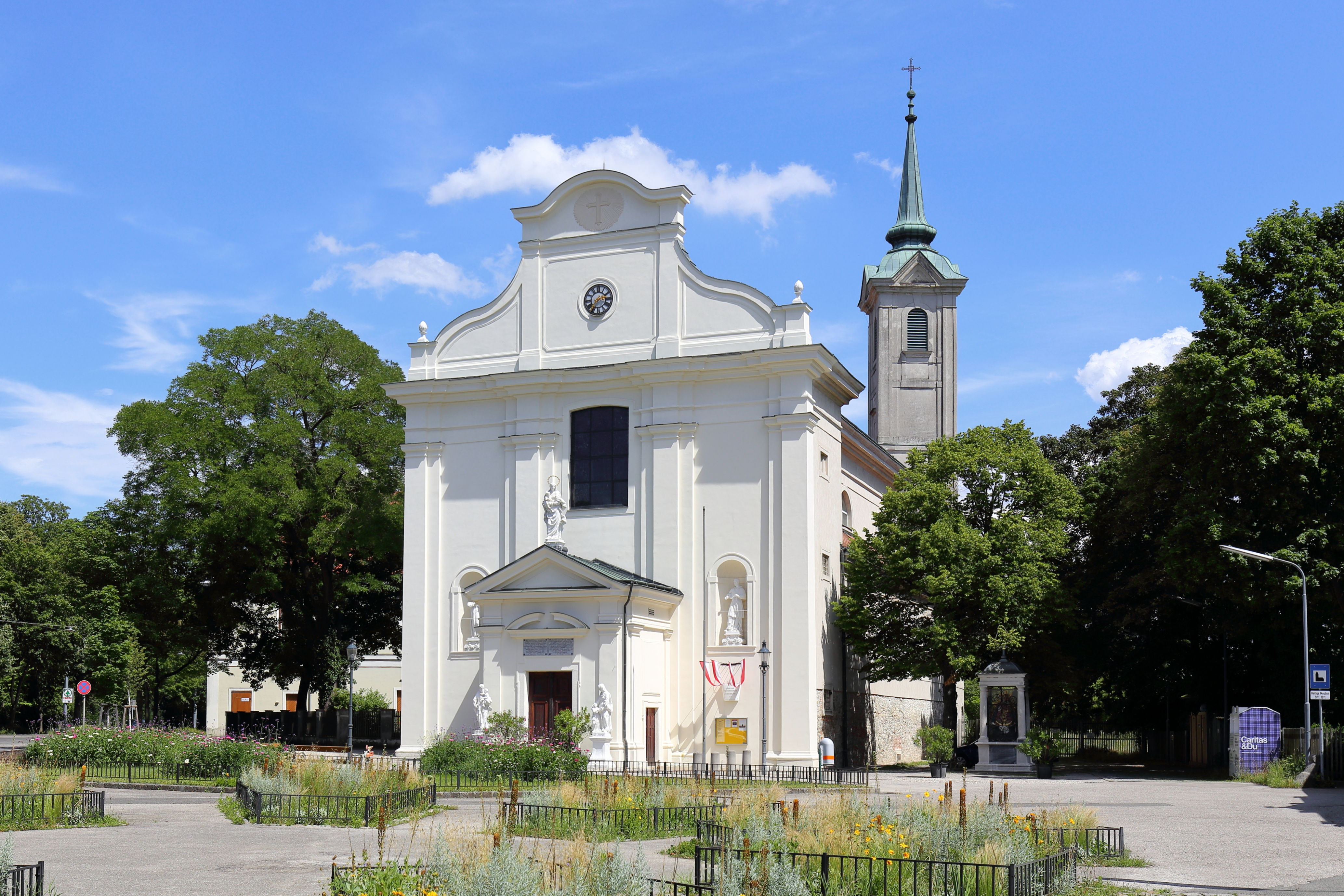
Kath. Pfarr- und Wallfahrtskirche Mariabrunn in Wien-Penzing

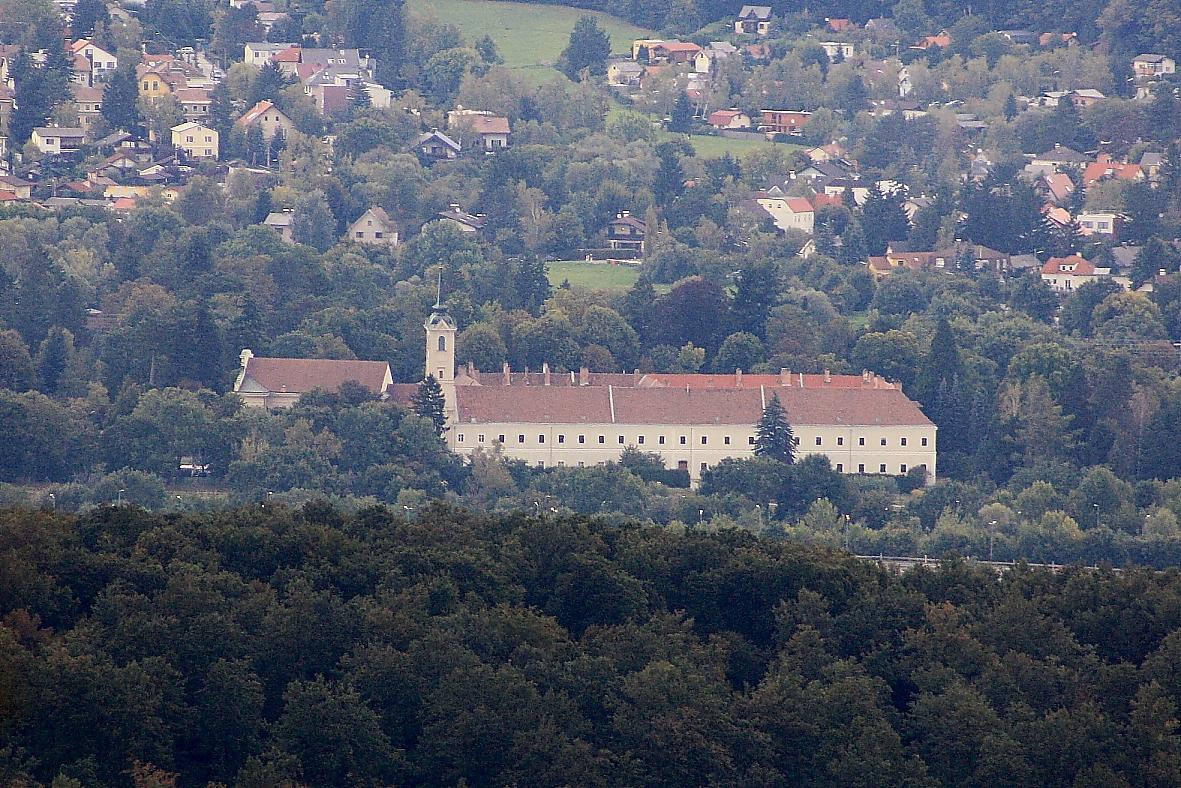
Die Kirche und rechts das ehemalige Kloster Mariabrunn. Südansicht von der Hubertuswarte

Die Pfarr- und Wallfahrtskirche Mariabrunn ist eine barocke römisch-katholische Pfarrkirche in Hadersdorf, einem Teil des 14. Wiener Gemeindebezirkes Penzing. Das Patrozinium ist Mariä Heimsuchung und wird am 2. Juli gefeiert. Die Kirche gehört zum Stadtdekanat 14 im Vikariat Wien Stadt der Erzdiözese Wien. Das Kirchengebäude ist mit dem ehemaligen Kloster Mariabrunn baulich verbunden.

## Sage
Mariabrunn ist der Legende nach der älteste unter den Wallfahrtsorten der näheren Umgebung Wiens. Der Name der Wallfahrtskirche, wie auch der umliegenden Gegend Mariabrunn, stammt aus einer Sage. Diese erzählt, dass die Königin Gisela, Witwe des heiligen Stephan von Ungarn, im Jahre 1042 krank durch die Auwälder des Wienerwaldes spazierte, um sich zu erholen. Als sie Durst bekam, brachten ihre Diener Wasser aus einem nahe liegenden Brunnen. Beim Schöpfen des Wassers entdeckten sie im Brunnen eine Marienstatue. Nachdem Gisela das Wasser getrunken hatte, wurde sie sofort gesund und ließ die Statue in eine kleine neu errichtete Kapelle aus Holz bringen, welche aber bald darauf durch den Wienfluss zerstört wurde. Einige Jahrhunderte später, im Jahre 1467, wurde die Marienstatue durch Soldaten des Matthias Corvinus wieder in denselben Brunnen geworfen. Nachdem mehrere Jahre später engelsgleiche Musik aus dem Brunnen zu hören war, wurde die Marienstatue ein zweites Mal von Soldaten des späteren Kaisers Maximilian I. gehoben, der für das Bildnis eine neue, steinerne Kapelle errichten ließ. Die Marienstatue, um die sich diese Geschichte rankt, befindet sich heute am Hochaltar der Pfarr- und Wallfahrtskirche Mariabrunn und stammt aus der ersten Hälfte des 16. Jahrhunderts. Der historische Brunnen auf dem Kirchenplatz wird von einer Kopie dieser Statue geschmückt. Er trägt die Inschrift: In diesen Brunnen ist das Gnaden-Bild unser Lieben Frauen, so in dem Hoch-Altar verehret wirdt, erfunden worden von der Koenigin Gisela 1042 von den Ertz Hertzog v. Oesterreich Maximiliano 1490.

## Geschichte der Kirche
Die bis in das Mittelalter zurückgehende Wallfahrtstradition wurde im Zuge der gegenreformatorischen Politik des Wiener Bischofs Melchior Khlesl ab dem Jahre 1614 wieder aktiviert. Die erste Wallfahrt zum Gnadenort wurde durch die Wiener Benediktiner des Schottenstifts von der Schottenkirche aus initiiert. Am 21. Juni 1622 spendete Kaiser Ferdinand II. 800 fl. zur Erbauung einer Sakristei. Es muss demnach bereits ein Vorgängerbau existiert haben, der die adäquate Größe hatte um eine Sakristei anzubauen. 1623 trat der Kaiser dem Gnadenort ein Grundstück ab, holte 1630 den Orden der Augustiner Barfüßer nach Wien und übergab ihnen den Vorgängerbau aus dem 16. Jahrhundert und das dazugehörige Grundstück in Mariabrunn. 1636 erteilte er den Auftrag, einen Kirchenneubau und ein Kloster zu errichten. Ein Jahr später starb Kaiser Ferdinand II., so legte sein Sohn Ferdinand III. am 1. April 1639 persönlich den Grundstein zum Neubau. Auf dieses Ereignis weisen auch seine Initialen am Triumphbogen des Presbyteriums hin. Der kaiserliche Bruder, Erzherzog Leopold Wilhelm nahm als Bischof von Passau die Weihe vor. Trotz großer finanzieller Unterstützungen ging der Bau nur langsam voran, so mussten sich die Augustiner mehrmals um Unterstützung an den Kaiser wenden, welche dieser immer wieder gewährte. Schließlich wurde der Bau 1655 fertiggestellt und eingeweiht.
Nach Beschädigung durch Brand im Zuge der Zweiten Wiener Türkenbelagerung 1683 wurden Kirche und Kloster im Jahre 1684 wiederhergestellt. 1662 trat Abraham a Santa Clara, einer der bedeutendsten barocken Prediger, in den Orden ein, begann hier sein Noviziat und wurde später Prior (1692–1695). Im Jahre 1729 wurde die Kirche Mariabrunn durch eine Vorhalle mit spätbarocker Kreuzigungsgruppe und Steinfiguren Josefs und Annas erweitert. Die reiche Innenausstattung ist durch die Förderung durch das österreichische Kaiserhaus zu erklären, dessen Mitglieder die Kirche oft anlässlich einer Jagd im nahe gelegenen Lainzer Tiergarten besuchten. Kaiser Joseph II. verabschiedete am 22. April 1782 Papst Pius VI. in Mariabrunn, es war dies der erste Papstbesuch überhaupt in Wien. Eine Inschrift auf zwei Marmortafeln auf dem 1729 errichteten Portikus nimmt darauf Bezug. Ab 1784 wurde die Wallfahrtskirche auch Pfarre. 1829 wurde das Kloster, vermutlich aus Personalmangel, aufgelöst. In dem Klostergebäude wurde die kaiserliche Forstakademie eingerichtet, in der Josef Ressel sein Studium absolvierte. Heute befindet sich darin ein staatliches Forstinstitut mit einem kleinen Forstmuseum.

## Beschreibung

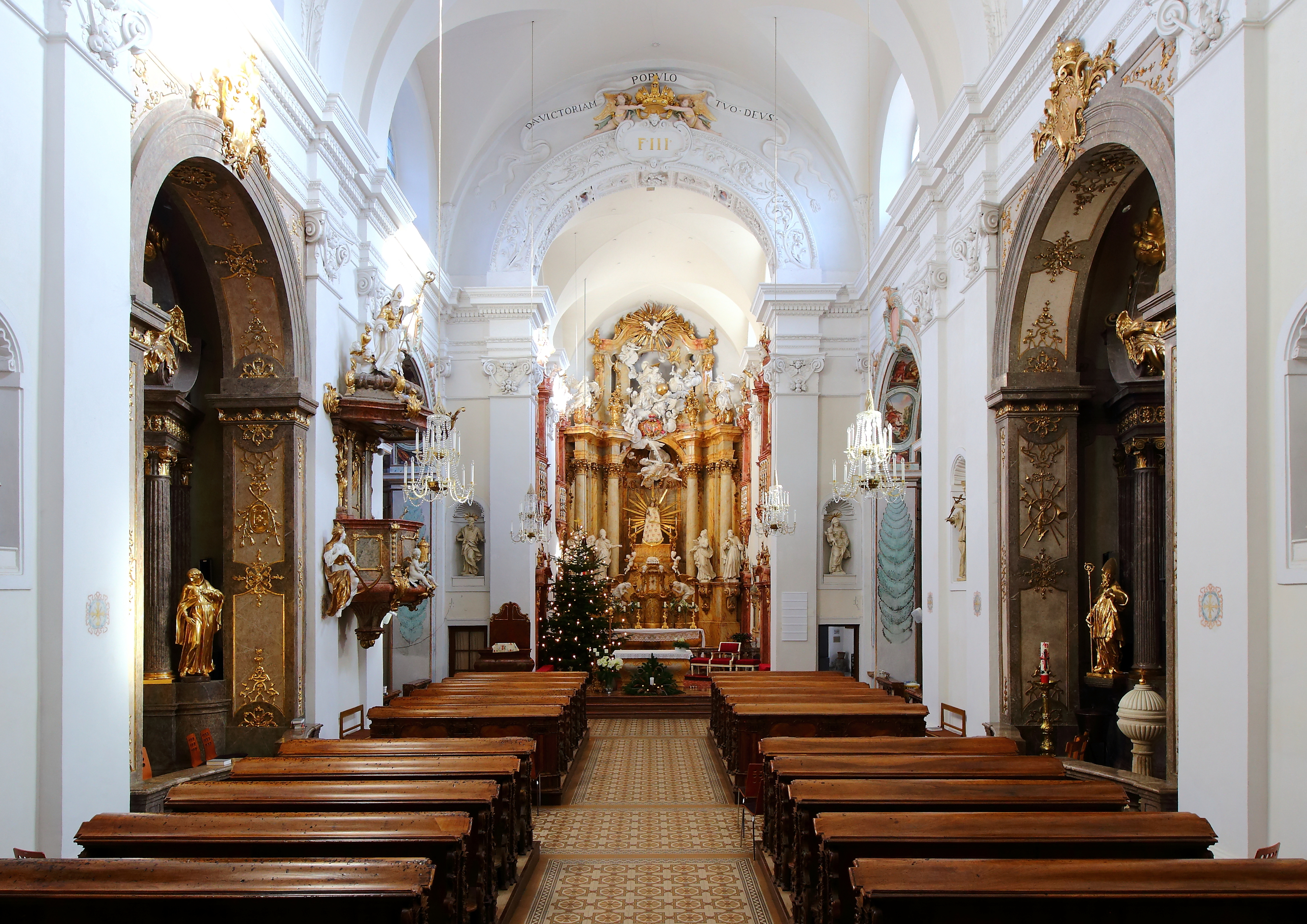
Innenraum

Die frühere Forschung sah den italienischen Architekten Domenico Carlone als den Bauherren der Kirche, mittlerweile gilt jedoch als gesichert, dass sein Landsmann Filiberto Lucchese für den Bau verantwortlich zeichnet.
Kloster und Kirche stehen in einem stumpfen Winkel zueinander. Bei der Kirche selbst handelt es sich um einen Saalbau mit Seitenkapellen und einer Vorhalle mit einer Orgelempore. Das schmale Presbyterium ist durch ein Kreuzgratgewölbe überspannt. Der dreijochige Saal ist mit einer Tonne mit Stichkappen zwischen doppelten Gurtbögen gewölbt. Die seichten Seitenkapellen zwischen den Wandpfeilern sind durch Quertonnen abgeschlossen.
Die Fassaden der Mariabrunner Kirche – inklusive des Turmes – sind einheitlich, jedoch mit Rücksicht auf die einzelnen Raumkomponenten variiert gestaltet. Die Seitenfassaden werden lediglich durch flache Kordongesimse gegliedert und oben durch ein fein modelliertes breites Gebälk abgeschlossen, in das die Fenster mit Putzeinfassungen integriert sind. An der
Westfront verkröpft sich das Gebälk und wird von hohen und schlanken Pilastern mit Rücklagen getragen. Die Fassade des hohen und schlanken Campanile wurde mit einer zweischichtigen Putzhaut mit eingelassenen Feldern überzogen, die an den Ecken armiert und durch verkröpfte Gurtengesimse verklammert sind. Der Kirchturm zeigt somit die charakteristische
Fassadenfolie Lucheses.

### Hochaltar
Der Hochaltar ist ein Werk des Augustiner-Ordensbruders Cajetanus aus dem Jahr 1768. Im Zentrum des Altars befindet sich eine gotische Marienstatue, die aus dem 15./16. Jahrhundert stammt und nach Errichtung der Kirche (1639–1655) aus einer Kapelle hierher übertragen wurde.
Weitere Altäre sind der des heiligen Nikolaus von Tolentino aus dem Jahr 1709, der Eustachius-Altar aus dem Jahr 1724, der Kreuzaltar aus dem Jahr 1714, der Johannes-Nepomuk-Altar um 1723, der Annenaltar mit einem Altarbild von Johann Georg Schmidt um 1723 und der Dreifaltigkeitsaltar aus dem Jahr 1713.

### Orgel

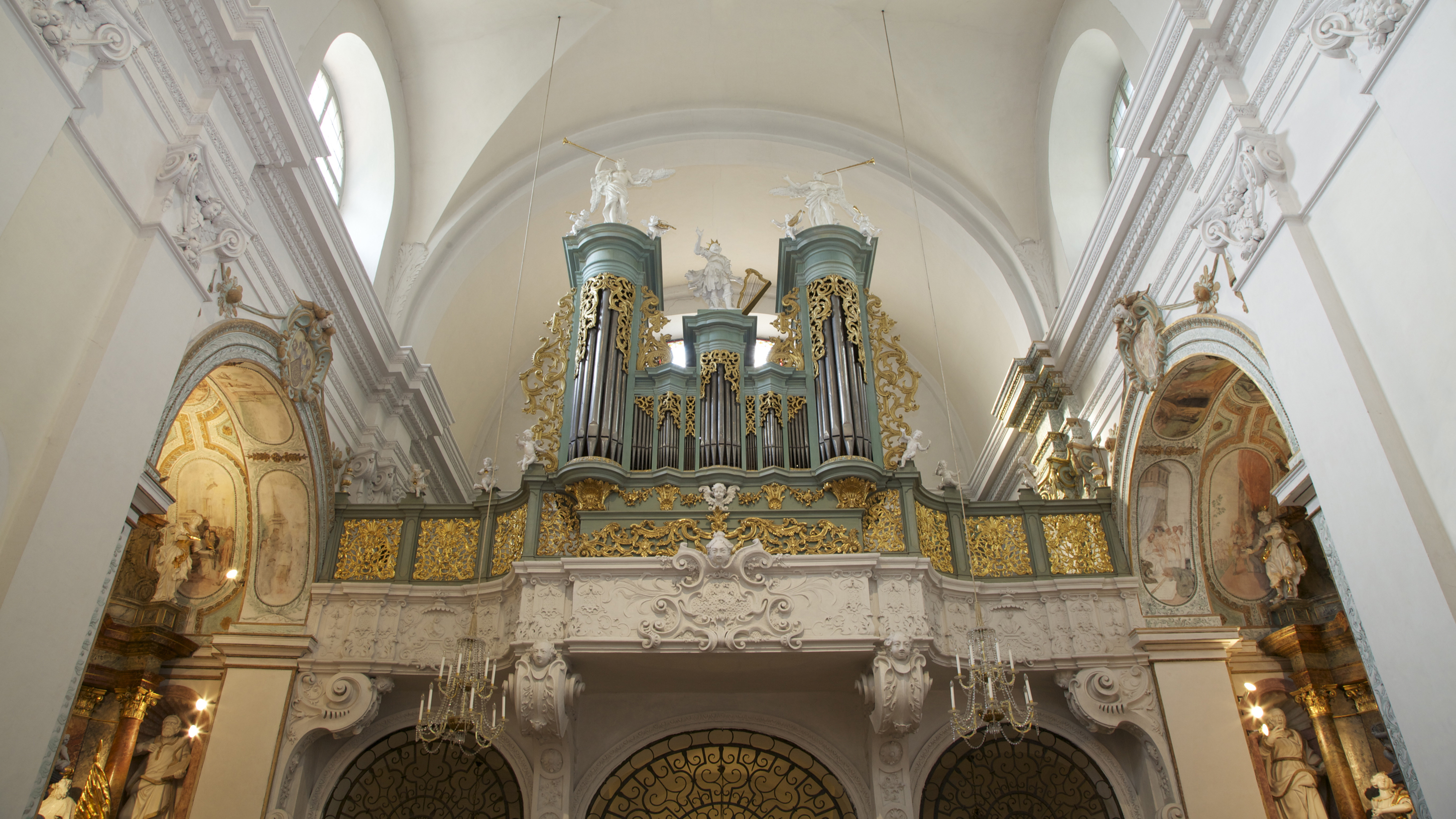
Orgelempore mit der Orgel von Gottfried Sonnholz

Die Orgel wurde 1734 von Gottfried Sonnholz erbaut. Das Schleifladen-Instrument hat 19 Register auf zwei Manualwerken und Pedal. Die Spiel- und Registertrakturen sind nach dem in 2018 erfolgten Rückbau durch Wolfgang Karner mechanisch.
| I Hauptwerk C–c3 |                |       |
| 1.               | Principal      | 8′    |
| 2.               | Waldflöte      | 8′    |
| 3.               | Viola di Gamba | 8′    |
| 4.               | Octav          | 4′    |
| 5.               | Traversflöte   | 4′    |
| 6.               | Quinte         | 2 ⁄3′ |
| 7.               | Octav          | 2′    |
| 8.               | Mixtur         | 2 ⁄3′ |

| II Positiv C–c3 |              |       |
| 9.              | Koppel       | 8′    |
| 10.             | Salicional   | 8′    |
| 11.             | Principal    | 4′    |
| 12.             | Flöte        | 4′    |
| 13.             | Dulciana     | 4′    |
| 14.             | Octav        | 2′    |
| 15.             | Rauschquinte | 1 ⁄3′ |

| Pedalwerk CE–a° |             |        |
| 16.             | Subbass     | 16′    |
| 17.             | Principal   | 8′     |
| 18.             | Quintasexta | 5 1⁄3′ |
| 19.             | Octav       | 4′     |

- Koppeln:  II/I, I/P
- Spielhilfen: Plenotritt, Mezzoforte-Tritt

### Grabstätten
In der Wallfahrtskirche liegt unter anderem Maria Anna von Kottulinsky († 1788), Fürstin von Liechtenstein, bestattet.

## Brunnen

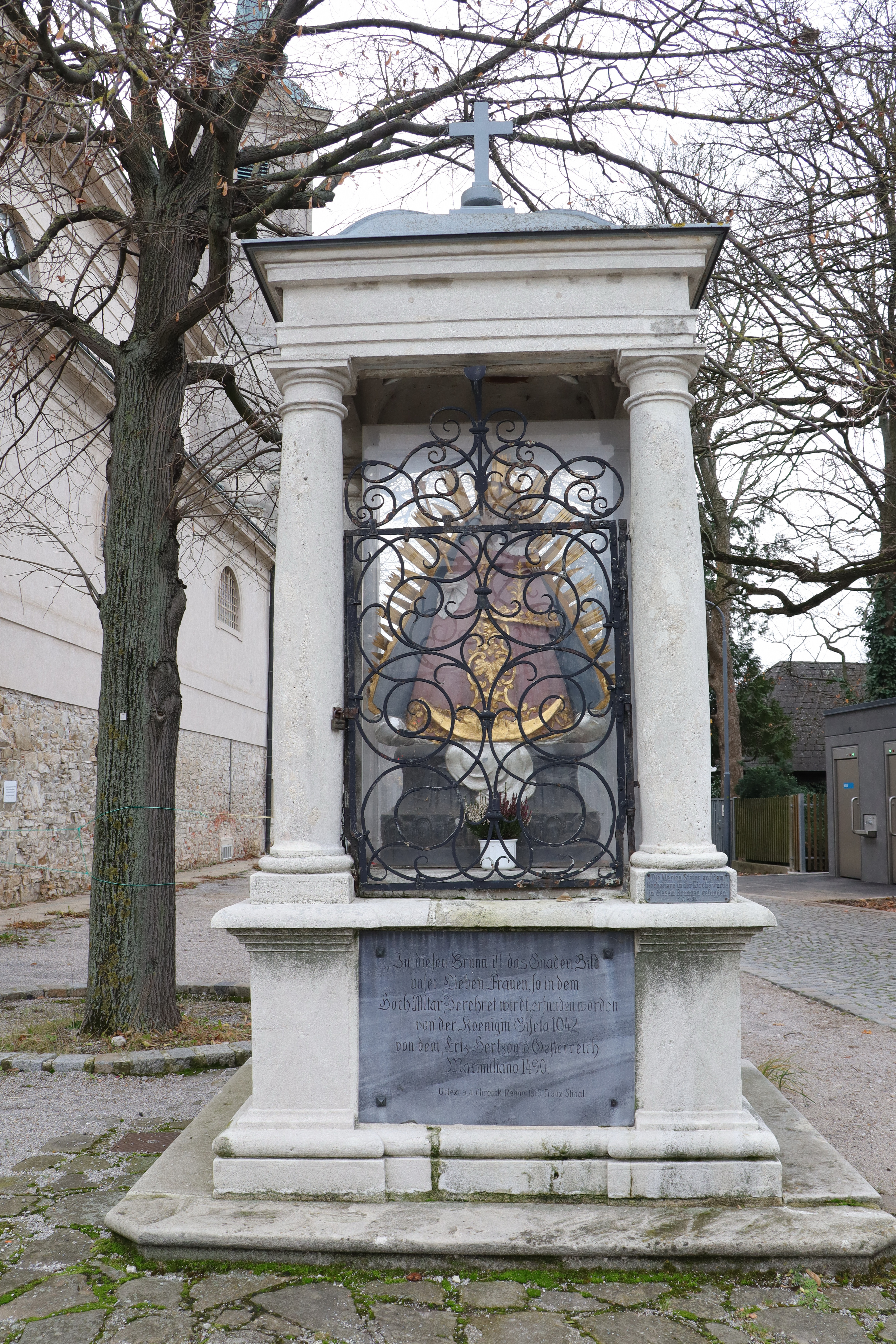
Brunnen mit Marienstatue bei der Kirche Marienbrunn

Neben der Kirche befindet sich ein gleichzeitig mit ihr erbauter Barockbrunnen, der auf der Fundstelle der Marienstatue aus der Sage erbaut sein soll. Eine prunkvolle Nachbildung der Statue befindet sich auf dem Brunnenaufbau.
Inschrift am Sockel:
„In diesen Brunn ist das Gnaden Bild unser Lieben Frauen, so in dem Hoch Altar Verehret wirdt, erfunden worden von der Koenigin Gisela 1042 von dem Ertz Hertzog v. Oesterreich Maximiliano 1490.
Urtext a. d. Chronik Renov. 1925 Franz Stindl“